# Brasilianische Fußballnationalmannschaft (U-20-Frauen)
Die brasilianische U-20-Fußballnationalmannschaft der Frauen repräsentiert Brasilien im internationalen Frauenfußball. Die Nationalmannschaft untersteht der Confederação Brasileira de Futebol und wird seit 2019 von Jonas Urias trainiert. Der Spitzname der Mannschaft ist A Seleção.
Die Mannschaft tritt bei der Südamerika-Meisterschaft und der U-20-Weltmeisterschaft für Brasilien an. Das Team ist die mit Abstand erfolgreichste U-20-Nationalmannschaft in Südamerika und konnte bislang alle neun Austragungen der U-20-Südamerika-Meisterschaft gewinnen, ohne dabei auch nur ein einziges Spiel zu verlieren (Bilanz: 53 Siege, 5 Unentschieden, 223:18 Tore). 2008 und 2022 gelang der Titelgewinn sogar, ohne ein Gegentor zu kassieren. Bei der U-20-Weltmeisterschaft erreichte die brasilianische U-20-Auswahl 2006 und 2022 mit dem dritten Platz ihr bislang bestes Ergebnis.

## Turnierbilanz

### Weltmeisterschaft
| Jahr   | Gastgeber       | Platzierung   |
| ------ | --------------- | ------------- |
| 2002   | Kanada          | Halbfinale    |
| 2004   | Thailand        | Halbfinale    |
| 2006   | Russland        | 3. Platz      |
| 2008   | Chile           | Viertelfinale |
| 2010   | Deutschland     | Gruppenphase  |
| 2012   | Japan           | Gruppenphase  |
| 2014   | Kanada          | Gruppenphase  |
| 2016   | Papua-Neuguinea | Viertelfinale |
| 2018   | Frankreich      | Gruppenphase  |
| 2020 1 | Costa Rica 1    | – 1           |
| 2022   | Costa Rica      | 3. Platz      |
| 2024   | Kolumbien       | Viertelfinale |

### Südamerika-Meisterschaft
| Jahr   | Gastgeber     | Platzierung        |
| ------ | ------------- | ------------------ |
| 2004   | Brasilien     | Südamerika-Meister |
| 2006   | Chile         | Südamerika-Meister |
| 2008   | Brasilien     | Südamerika-Meister |
| 2010   | Kolumbien     | Südamerika-Meister |
| 2012   | Brasilien     | Südamerika-Meister |
| 2014   | Uruguay       | Südamerika-Meister |
| 2015   | Brasilien     | Südamerika-Meister |
| 2018   | Ecuador       | Südamerika-Meister |
| 2020 2 | Argentinien 2 |                    |
| 2022   | Chile         | Südamerika-Meister |
| 2024   | Ecuador       | Südamerika-Meister |

## Personen

### Trainer
- Jonas Urias (2019–)
- Jéssica Lima (2019–, Co-Trainerin)